# Konstantin (Hohenzollern-Hechingen)

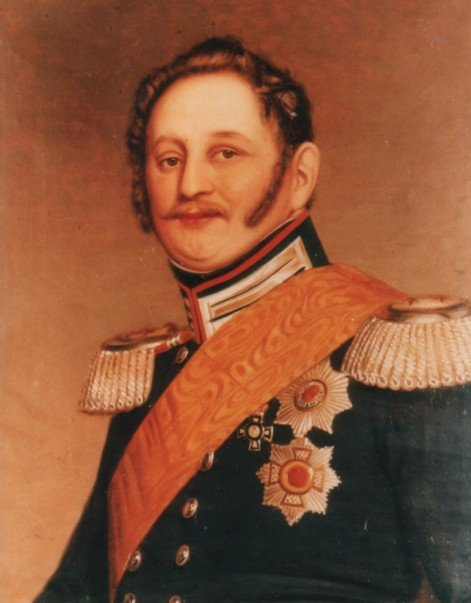
Fürst Konstantin von Hohenzollern-Hechingen.

Friedrich Wilhelm Konstantin Hermann Thassilo von Hohenzollern-Hechingen, född 16 februari 1801 på slottet Sagan i Nedre Schlesien, död 3 september 1869  på slottet Polnisch Nettkau vid Grünberg i Schlesien var den siste (nionde) och tredje suveräna fursten av Hohenzollern-Hechingen.